# La Grille
La Grille – wulkan, a w zasadzie masyw wulkaniczny, na wyspie Wielki Komor (Ngazidja). Góra o wysokości 1087 metrów n.p.m., usytuowana jest w północnej części wyspy. W środkowej części Wielkiego Komora znajduje się najwyższa góra państwa – Kartala (2 361 m n.p.m.), również wulkan.
Zaliczany jest do stratowulkanów, posiada kilka wierzchołków o wysokości powyżej 800 m,n.p.m. Stożki zbudowane są ze skał piroklastycznych – tufów wulkanicznych.
Obecnie jest to wulkan uśpiony, data ostatniej erupcji wulkanu jest nieznana.